# Деликт
Деликт је појам који се односи на сва поступања која имају карактер кажњиве радње а посебно на прекршајна дела, преступе и кривична дела. По ширем схватању у деликте укључују се и неприлагођена и асоцијална понашања.